# La Souterraine
La Souterraine (okzitanisch La Sotarrana) ist eine französische Gemeinde mit 4928 Einwohnern (Stand 1. Januar 2022) in der Region Nouvelle-Aquitaine. Sie liegt im Département Creuse im Arrondissement Guéret und ist der Hauptort (chef-lieu) des  Kantons La Souterraine. Die Einwohner heißen Sostraniennes.

## Geographie
La Souterraine liegt etwa 30 Kilometer westnordwestlich von Guéret und etwa 48,5 Kilometer nordnordöstlich von Limoges zwischen den Flüssen Benaize und Sédelle. Hier entspringt die Brame. Durch den Ort führt die Route nationale 145 (zugleich Europastraße 62). Der Bahnhof von La Souterraine liegt an der Bahnstrecke Les Aubrais-Orléans–Montauban-Ville-Bourbon.
Die Via Lemovicensis, einer der vier historischen „Wege der Jakobspilger in Frankreich“, führt durch den Ort.

## Wappen
Beschreibung: In Blau drei goldene Balken.

## Geschichte
Ursprünglich befand sich hier eine gallorömische Siedlung, an deren Stelle später La Souterraine trat. Der Name selbst weist auf eine Krypta (lat. Subterranea) hin. So wurde der Ort 1268 in einem Dokument erwähnt. Schon 1017 erwähnte der Graf von Crozant, Gerald, den Ort als Ville Sosterranea. 1019 wurde mit dem Bau der romanischen Kirche begonnen, um 1220 in den gotischen Stil umgewandelt zu werden.

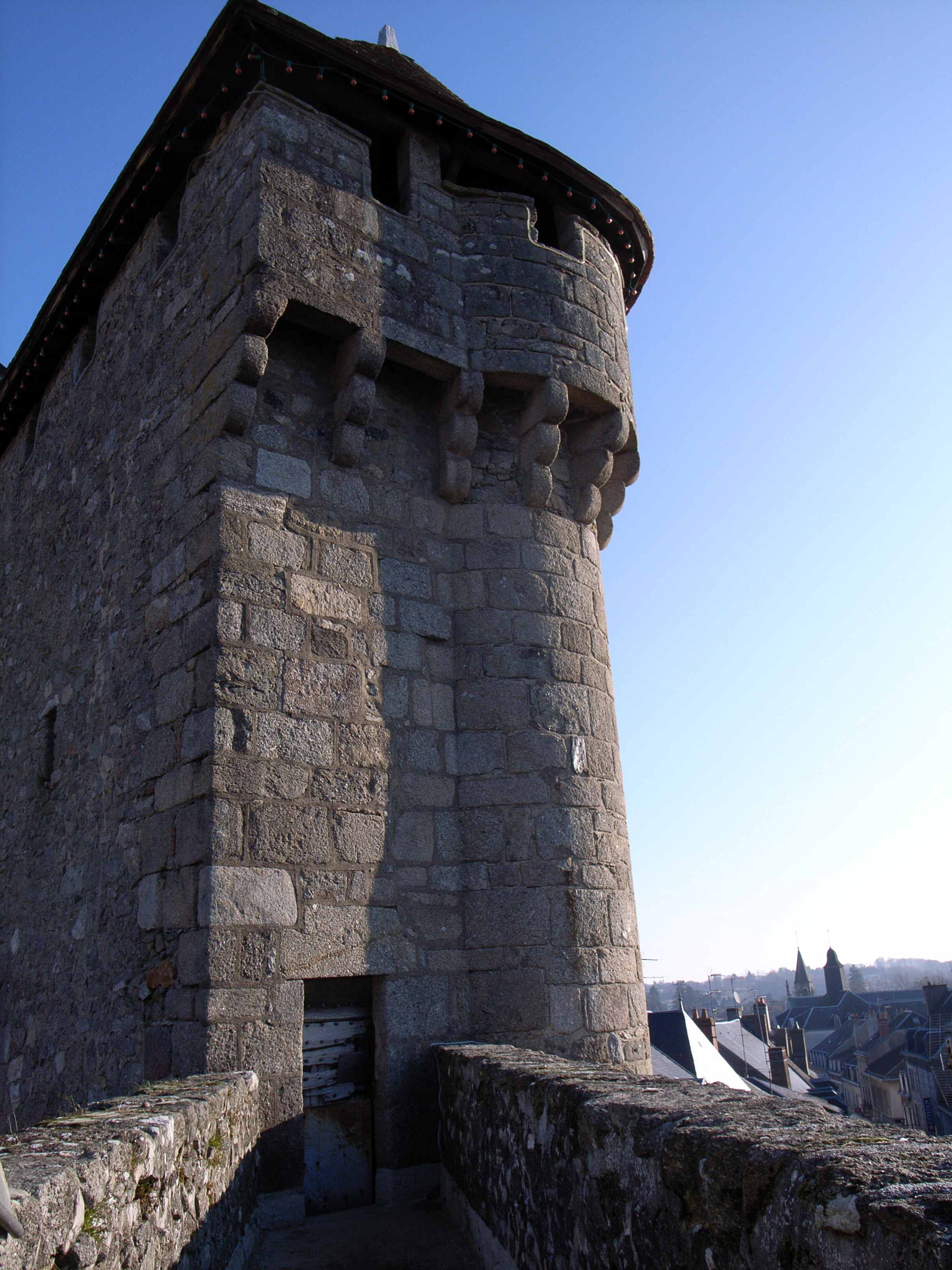
Turm am Stadttor Saint Jean

## Bevölkerungsentwicklung
- 1962: 4718
- 1968: 5104
- 1975: 5302
- 1982: 5690
- 1990: 5459
- 1999: 5320
- 2006: 5237
- 2016: 5296

## Sehenswürdigkeiten
- Romanische Kirche Notre-Dame de La Souterraine des abgetragenen Konvents (11. Jahrhundert)
- Château de Bridiers
- Tor Saint-Jean
- Totenleuchten
- Cirque Valdi

## Persönlichkeiten
- Paul Sauvage (1939–2019), Fußballspieler
- Philibert de Naillac (gestorben 1421), Großmeister der Johanniter
- Jean-Baptiste Alexandre Montaudon (1818–1899), General im Deutsch-Französischen Krieg 1870/71
- Pierre Courtaud (1951–2011), Schriftsteller

## Städtepartnerschaft
- Filderstadt in Baden-Württemberg